# جون باتريك ماكنزي
جون باتريك ماكنزي (بالإنجليزية: John Patrick McKenzie)‏ هو فنان أمريكي، ولد في 1962.